# جک بیلی (بازیکن فوتبال، زاده ۱۹۰۱)
جک بیلی (انگلیسی: Jack Bailey؛ زادهٔ ۱۹۰۱) بازیکن فوتبال اهل بریتانیا است.
از باشگاه‌هایی که در آن بازی کرده‌است می‌توان به باشگاه فوتبال ساوتند یونایتد اشاره کرد.